# انتخابات نصفية
تُشير انتخابات منتصف المدة إلى نوع من الانتخابات المتعاقبة، يتولى فيها بعض الأعضاء مهام مناصبهم في منتصف مدة مجموعة أخرى من الأعضاء أو السلطة التنفيذية. ويُستخدم هذا المصطلح لوصف انتخابات المجلس الأعلى من السلطة التشريعية عندما يكون جزءًا قليلاً فقط من المقاعد هو ما حان موعد إعادة الانتخاب عليه.
في انتخابات الكونغرس الأمريكي، تكون النقطة المرجعية هي مدة الرئيس. هناك ثلاث فئات من أعضاء مجلس الشيوخ في الولايات المتحدة؛ وتعمل كل انتخابات على استبدال فئة من الثلاثة، وبالتالي تُجرى «انتخابات منتصف المدة» في ثلث مدة إحدى الفئات وثلثي مدة الفئة الأخرى. كذلك تُجري الفلبين وليبيريا انتخابات منتصف المدة، ويتولى الفائز في هذه الانتخابات مهام منصبه في الهيئة التشريعية التي أجرت الانتخابات في منتصف مدة النصف الآخر من الأعضاء، وبالتالي يتولى الأعضاء الجدد مناصبهم في منتصف مدة بقية الأعضاء الذين لم يحن بعد موعد إعادة الانتخاب على مقاعدهم.
كذلك يستخدم مجلس المستشارين في اليابان انتخابات متعاقبة، إلا أنه لا توجد مدد محددة للمقارنة بها، إذ إن مدة مجلس النواب متغيرة، ومنصب الإمبراطور متوارث.
تكون نتائج انتخابات منتصف المدة بمثابة عصا قياس لقياس شعبية السلطة التنفيذية الحالية، على الرغم من أن الحزب الحاكم في الولايات المتحدة تعرض لهزائم انتخابية في معظم الأوقات.

## الدول التي تستخدم انتخابات منتصف المدة
- ليبيريا
- الفلبين
- الولايات المتحدة - انظر: انتخابات منتصف المدة في الولايات المتحدة